# أم عطية الأنصارية
نُسَيْبَةُ بنتُ الحارث الأنصارية، المشهورة بكنيتها أم عطية الأنصارية، صحابية، أسلمت وبايعت النبي محمد، وغزت معه، تعد أم عطيّة في أهل البصرة، وكانت من كبار نساء الصّحابة.
وعن حفصة بنت سِيرِين، عن أمّ عطيّة قالت: «غزوت مع رسول الله صَلَّى الله عليه وسلم سبع غزوات فكنت أصنع لهم طعامهم»، وفي صحيح مسلم عنها: «غزَوْت مع رسول الله صلَّى الله عليه وآله وسلَّم سبع غزوات كنت أخلفهم في رِحَالهم».

## اسمها وكنيتها
هي نُسَيْبَةُ بِنْتُ الحَارِثِ وقيل وكنيتها أم عطية الأنصارية. فيما قال أحمد بن حنبل ويحيى بن معين أن اسمها نُسَيْبَةُ بِنْتُ كَعْبٍ، وردّ أبو عمر على ذلك وقال: «في هذا نظر»، لأنّ نسيبة بنت كعب هي أمّ عمارة، أما نسيبة بنت الحارث فهي أم عطية، وهما شخصيّتان لا شخصية واحدة.

## سيرتها
أسلمت أم عطية وبايعت النبي وغزت معه وروت عنه. عدت من الصحابيات الفقهيات، لها عدة أحاديث، وروى عنها عدد من التابعين، وهي التي غسلت زينب بنت محمد صلى الله عليه وسلم وكانت تسافر مع النبي عليه الصلاة والسلام حين يخرج مع أصحابه لتقوم على رعايتهم. وقد قدمت إلى البصرة وعاشت فيها في قصر بني خلف، فعن حفصة بنت سيرين: «أن أم عطيّة قدمت البصرة فنزلت قصر بني خلف»، وقالت أمّ شراحيل: «كان عليّ بن أبي طالب يقيل عند أم عطيّة». وكان جماعة من الصحابة وعلماء التابعين بالبصرة يأخذون عنها غسل الميت.
وهي القائلة: «نُهِيْنَا عَنِ اتِّبَاعِ الجَنَازَةِ، وَلَمْ يُعْزَمْ عَلَيْنَا».

## وفاتها
قيل أنها توفيت في سنة 70 هـ (689 م).